# 霍夫超市
霍夫超市（Hofer KG）是一个隶属于南奥乐齐超市的奥地利超市品牌，总部位于萨特莱特。霍夫超市在2017年之前的企业标识和南奥乐齐的标识完全相同，只是在标识下方用“霍夫超市”代替了原来的“南奥乐齐超市”。2017年，原本扁平的企业标识被修改得立体化了。

2017年之前的企业标识